# Christopher Kanu
Christopher Ogbonna Kanu (Owerri, 4 dicembre 1979) è un ex calciatore nigeriano, di ruolo difensore.

## Carriera

### Nazionale
Nel 2000 ha partecipato, insieme alla selezione nigeriana, ai Giochi della XXVII Olimpiade di Sydney.

## Palmarès

### Club

#### Competizioni nazionali
- Nigerian FA Cup: 1

Eagle Cement: 2007
- Campionato nigeriano di Seconda Divisione: 1

Eagle Cement: 2008-2009
- Campionato nigeriano: 1

Eagle Cement: 2011